# Pipmakartrappan

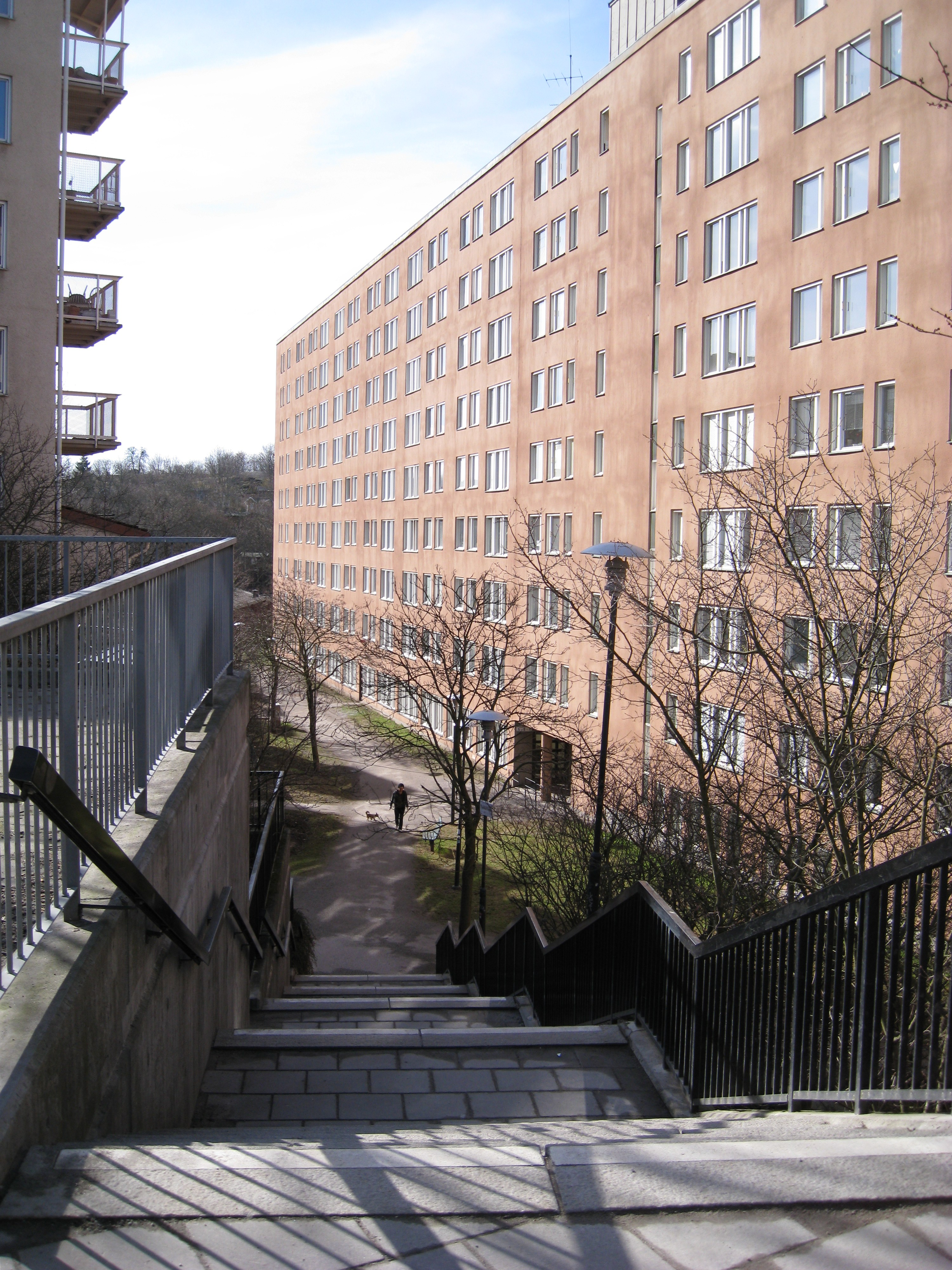
Pipmakartrappan söderut från Hornsgatan. Till höger Drakenbergsområdet. I bakgrunden Tantolunden.

Pipmakartrappan är en trappa och en gångväg på Södermalm i Stockholm. Trappan utgår från Hornsgatan i norr (mittemot Kristinehovsgatan) och går söderut förbi Drakenbergsområdet mot Tantoområdet i söder.
Pipmakartrappan fick sitt namn så sent som 1990, men hade i området föregåtts av Pipmakargatan 1965-1985 och dessförinnan av gatan Pipbruksgränd, som var namnet på nuvarande Varvsgatan fram till namnrevisionen 1885.
Det pipbruk som avses var det som funnits på ”Österlingska tomten”, nuvarande malmgården Heleneborg, vid Pålsundet. År 1739 köpte Olof Forsberg egendomen, och med sin kompanjon Olof Aspegren startade han ett pipbruk, ”Tobaks Pipe Bruket”, på tomten. Pipbruket beskrivs i 1740 års fabriksberättelse som ”en vacker lägenhet vid Långholmssundet med stenhus till arbetsrum och en ny ugn, magasin och flere commoditeter”. Kritpiporna gjordes av importerad vit holländsk lera och var inte särskilt hållbara. Produktionen var därför mycket stor – som mest en miljon per år. Piporna formades för hand och torkades och brändes sedan i ugnen. Företaget sysselsatte under den första tiden ett 30-tal arbetare. Produktionen av kritpipor pågick till 1766.